# Dianthus transcaucasicus
Dianthus transcaucasicus är en nejlikväxtart som beskrevs av Schischkin. Dianthus transcaucasicus ingår i släktet nejlikor, och familjen nejlikväxter. Inga underarter finns listade i Catalogue of Life.